# Power Station of Art
La Power Station of Art ou musée d'art contemporain de Shanghai est un musée consacré à l'art contemporain à Shanghai. Il est situé dans une ancienne centrale thermique désaffectée depuis 2005. Le bâtiment est, durant l'exposition universelle de 2010, devenu le « Pavillon du Futur », un projet réalisé par François Confino. Le bâtiment a par la suite accueillit la 9e biennale de Shanghai.